# Lemuři
Lemuři (Lemuriformes) je infrařád sdružující čtyři čeledě „pravých“ lemurů, kteří tvoří zvláštní skupinu v podřádu poloopic.

## Evoluce
Lemuři obývají výhradně Madagaskar, který je se svými cca 600 000 km² čtvrtý největší ostrov na světě. Je od jihovýchodního pobřeží Afriky oddělen hlubokou, na nejužším místě asi 370 km širokou úžinou. Pravděpodobně ve druhohorách se postupně začal Madagaskar s Indií oddělovat od Afriky. Zpočátku mělká úžina překlenuta úzkými spojovacími šíjemi dovolovala do pozdního eocénu nebo raného oligocénu migraci fauny z kontinentu. Pak se úžina mezi Afrikou rozšířila, oddělila se od Madagaskaru také Indie a po více než 60 miliónu let se madagaskarská fauna vyvíjela samostatně.
Samotný ostrov byl osídlen zhruba před 2000 lety africkými a malajsko-polynéskými kmeny. Tehdy se začala krajina měnit, ubylo postupně mnoho unikátních živočichů, vyhuben byl např. i lemur Megaladapis který byl dle kosterních pozůstatků veliký jako osel a vážil 200 kg. Druhy, které na Madagaskaru přežily, označujeme za živoucí fosilie, všude jinde již dávno v nelítostné konkurenci podlehli mladším, modernějším, zde však nepoznaly žádnou konkurenci. Lemuři obsadili téměř celý ostrov, rozšířili se do pralesů i savan, žijí v bažinatých i horských oblastech.

## Vznik jména
Mnoho lemurů jsou noční tvorové s červeně nebo žlutě svítícími očima, s tapetum lucidum, reflexní odrazovou a světločivou vrstvou pod sítnicí oka, která umožňuje lepší vidění za šera a způsobuje v noci blýskavé svítící oči. Navíc se v noci hlasitě ozývají strašidelnými, lidský nářek připomínajícími hlasy. Staří pověrčiví Římané nazývali duchy zemřelých "lemures", počátkem května pro ně na usmíření pořádali svátky. První Francouzi, kteří na Madagaskaru přistáli a uslyšeli naříkavé plačtivé hlasy, dali jejím původcům, lemurům, toto jméno, které pak kodifikoval Linné.

## Vymezení pojmů
Pojmenování lemuři se mnohdy nesprávně používá v širším smyslu, sensu lato, jsou takto nazývány všechny madagaskarské opice, které patří do podřádu poloopic. Viz  apod.
Mezi lemury patří pouze rody z čeledí lemurovití noční, lemurovití denní, indriovití a makiovití, které společně vytvářejí infrařád lemuři.
Někdy je chybně uváděno, že z lemurů, tj. z poloopic, vznikli vyšší primáti a tudíž i dnešní opice. U předchůdců dnešních poloopic však nebyly nalezeny žádné náznaky toho, že se z nich vyšší primáti vyvinuli. Vyvozuje se proto, že poloopice nejsou předchůdci vyšších primátů, ale že se vyvíjely současně ze společného předka od pozdního paleocénu (asi před 60 mil. let).

## Popis
Lemuři jsou jedni od druhých vzhledově dosti odlišní, někteří měří jen 12 cm a mají ocásek delší než tělo (maki trpasličí), jiní jsou velicí okolo 60 cm, váží téměř 10 kg a ocas téměř nemají (indri indri). Většinou žijí výhradně na stromech, výjimky si hledají potravu na zemi (lemur kata), někteří jsou denní a jiní (těch je nepoměrně více), noční živočichové. Vyjma indri mají dlouhé chlupaté ocasy, které však nejsou chápavé. Obě pohlaví jsou prakticky vzhledově monoformní.

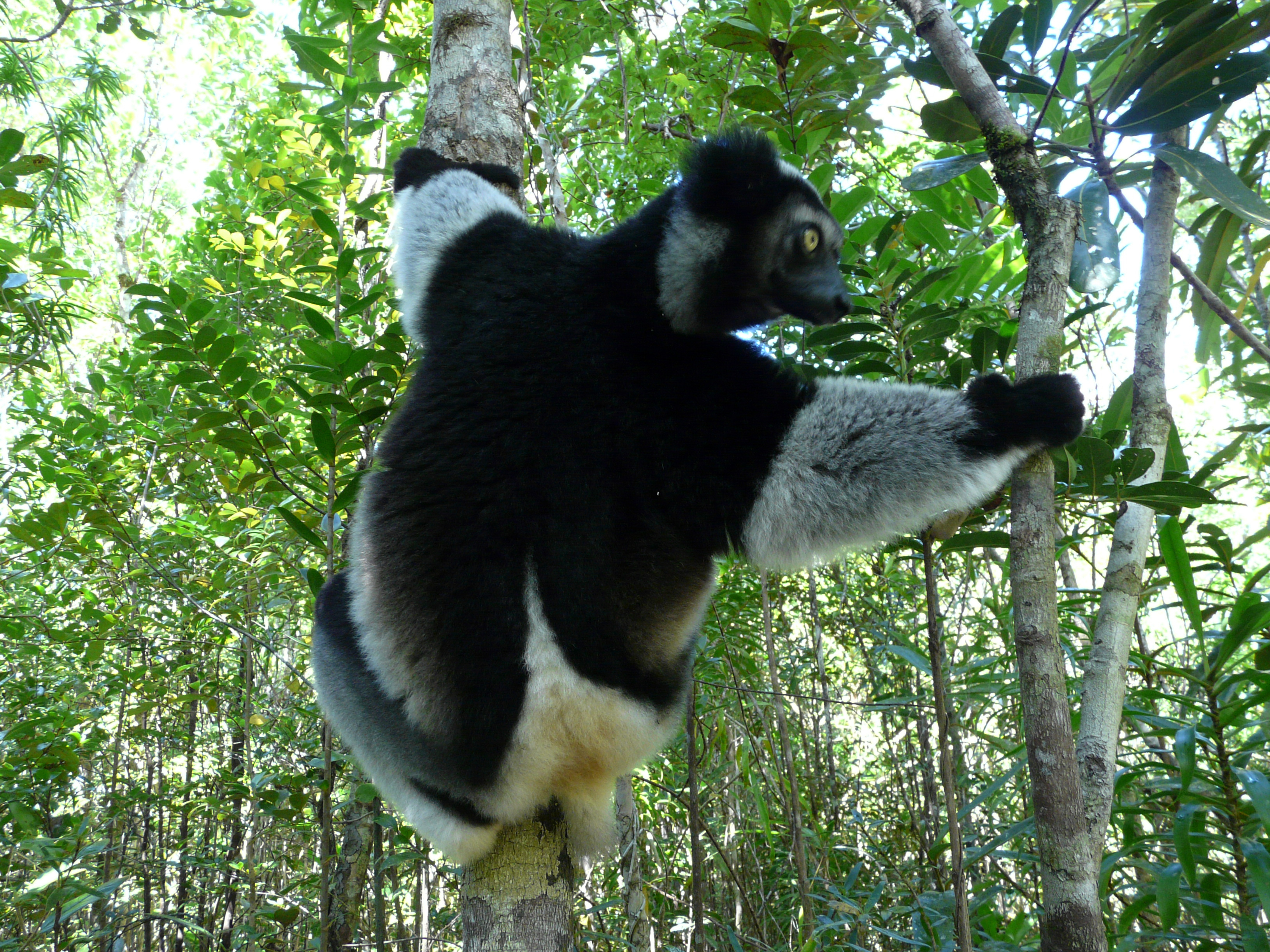
Lemur indri

Lemuři (i některé jiné poloopice) mají zvláštně utvářené končetiny. Jakmile pokrčí loket nebo koleno, sevřou jim zvláště upravené šlachy samočinně prsty. Lemurům tedy stačí jen pokrčit se na větvi a mohou klidně spát, protože svaly jim udržují prsty sevřené a nemohou spadnout. Obdobné zařízení má i většina ptáků. Lemuři mají na všech prstech nehty, kromě druhého prstu zadních nohou které mají drápky. Na pažích mají žlázy s pachovým sekretem. Několikrát denně si řezáky a špičáky spodní čelisti, tzv. zubním hřebenem, kartáčují srst a tyto výměšky roztírají po celém těle. Mají prostorové vidění a velmi vyvinutý čich. Jsou převážně vegetariáni, avšak příležitostně nepohrdnou ani hmyzem nebo drobnými obratlovci. Plody i listy trhají přímo tlamou. Po stromech se pohybují po čtyřech, mezi stromy přeskakují. V klidu bývají přitisknutí ke kmenům nebo hrubým svislým větvím, z této polohy i skáčou.
Lemuři aktivní ve dne žijí ve skupinách, naopak lemuři činorodí v noci jsou spíše samotáři a scházejí se jen k páření. Komunikace mezi lemury probíhá převážně vokálně a pak také pomoci pachů, kterým se identifikují třeba jedinci ve skupině nebo březí samice. V některých skupinách žije několika samců i samic a není žádné vůdcovství patrno, u jiných druhů mají dominantní postavení samice, vybírají místa pro krmení a dokonce hájí skupinu s mláďaty proti konkurenci. Teritoria většinou značkují samci pachem a hlasitým voláním. O mláďata se starají výhradně samice, skoro všechny je zpočátku přenášejí zavěšena na prsou, později na zádech.
Některé druhy lemurů jsou výjimečně početné a chovají se v zoologických zahradách, kde se i rozmnožují (lemur kata), jiné druhy jsou málo četné a žijí tak skrytým životem, že o nich není dostatek informací. Početnou kolekci 5 druhů chová např. Zoopark Zájezd, kde řadu let úspěšně rozmnožují lemury kata, lemury hnědé, lemury límcové, lemury tmavé a lemury vari. 

## Taxonomie
Mezi lemury zařazujeme:
```
podřád 
Poloopice
 (Strepsirrhini)
     │
     ├── 
infrařád lemuři
 (Lemuriformes) Gray, 1821
     │      │
            ├── nadčeleď 
lemurové
 (Lemuroidea) Gray, 1873
            │       │
            │       ├── čeleď 
lemurovití denní
 (Lemuridae) Gray, 1821
            │       │        ├── rod 
lemur
 (
Lemur
) Linnaeus, 1758
            │       │        ├── rod 
lemur
 (
Eulemur
) Simons et Rumpler, 1988
            │       │        ├── rod 
lemur
 (
Hapalemur
) I. Geoffroy, 1851
            │       │        ├── rod 
lemur
 (
Prolemur
) Gray, 1871
            │       │        └── rod 
vari
 (
Varecia
) Gray, 1863
            │       │
            │       ├── čeleď 
lemurovití noční
 (Lepilemuridae) Gray, 1870
            │       │        └── rod 
lemur
 (
Lepilemur
) I. Geoffroy, 1851
            │       │
            │       └── čeleď 
indriovití
 (Indridae) Burnett, 1828
            │                ├── rod 
avahi
 (
Avahi
) Jourdan, 1834
            │                ├── rod 
indri
 (
Indri
) É. Geoffroy et G. Cuvier, 1796
            │                └── rod 
sifaka
 (
Propithecus
) Bennett, 1832
            │
            └── nadčeleď 
makiové
 (Cheirogaleoidea) Gray, 1873
                    │
                    └── čeleď 
makiovití
 (Cheirogaleidae) Gray, 1873
                             ├── rod 
maki
 (
Allocebus
) Petter-Rousseaux et Petter, 1967
                             ├── rod 
maki
 (
Cheirogaleus
) É. Geoffroy, 1812
                             ├── rod 
maki
 (
Microcebus
) É. Geofroy, 1834
                             ├── rod 
maki
 (
Mirza
) Gray, 1870
                             └── rod 
maki
 (
Phaner
) Gray, 1870
```

## Ohrožení, přežití
Lemuři jsou jako celek, podle Červeného seznamu IUCN, počítáni mezi ohrožené živočichy. Jejich největším nepřítelem nejsou dravci ani domorodí lovci, ale hlavně rozvíjející se hospodářství Madagaskaru a nárůst populace. Jsou totiž ničeny jejich přírodní biotopy, mnohé lesy jsou ve velkém mýceny pro prodej dřeva, v dříve neprostupných lesích jsou vytvořeny silnice, pro některé druhy lemurů nepřekročitelné a dále jsou z bývalých rozsáhlých pralesů stále klučena další a další území pro pole nutná k obživě rozrůstající se populace.
Všechny druhy lemurů jsou chráněny CITES, který zavedl zákonná opatření pro potírání nelegálního obchodu s těmito vzácnými zvířaty.

## Chov v zoo
V evropských zoo jsou lemuři chováni často, zejména lemur kata.
Velké kolekce lemurů chovají v Česku tyto zoologické zahrady:
- Zoo Plzeň – ke konci roku 2020 celkem 15 druhů[9]:  lemur hnědý, lemur rudočelý, lemur běločelý, lemur límcový, lemur tmavý, lemur rudobřichý, lemur kata, lemur rákosový, maki myší, maki Ganzhornův, maki Goodmanův, maki tlustoocasý, vari černobílý, vari pásový, vari červený
- Zoo Ostrava – ke konci roku 2020 celkem 9 druhů[10]: lemur běločelý, lemur šedohlavý, lemur Sclaterův, lemur tmavý, lemur mongoz, lemur červenobřichý, lemur kata, vari červený, vari černobílý
- Zoo Jihlava – ke konci roku 2020 celkem 8 druhů[11]: lemur bambusový, lemur kata, lemur límcový, lemur rudočelý, lemur tmavý (neboli černý), maki Ganzhornův, maki Goodmanův, vari červený
- Zoopark Zájezd – ke konci roku 2020 celkem 6 druhů[12] : lemur běločelý, lemur hnědý, lemur kata, lemur límcový, lemur tmavý, vari černobílý